# Eliseu Alves
Eliseu Roberto de Andrade Alves (São João del-Rei, 1930) é um engenheiro agrônomo e pesquisador brasileiro, conhecido por ter participado da fundação da Embrapa. Integrou a primeira Diretoria-Executiva da instituição entre 1973 e 1979, e foi seu presidente de 1979 a 1985, período decisivo na formação dos recursos humanos responsáveis pelo sucesso da agropecuária no Brasil. Depois, comandou a Condevasf até 1990, e permaneceu assessor da diretoria da Embrapa até completar 92 anos de idade.
Formado pela Universidade Federal de Viçosa, com mestrado em economia agrícola pela Universidade Purdue, de onde recebeu o título de Doctor Honoris Causa, título depois recebido também da UFV.
Foi agraciado pela Embaixada do Japão com a Medalha da Ordem do Sol Nascente em reconhecimento pelos serviços em estabelecer a segurança da produção de grãos a nível mundial.